# Paideia

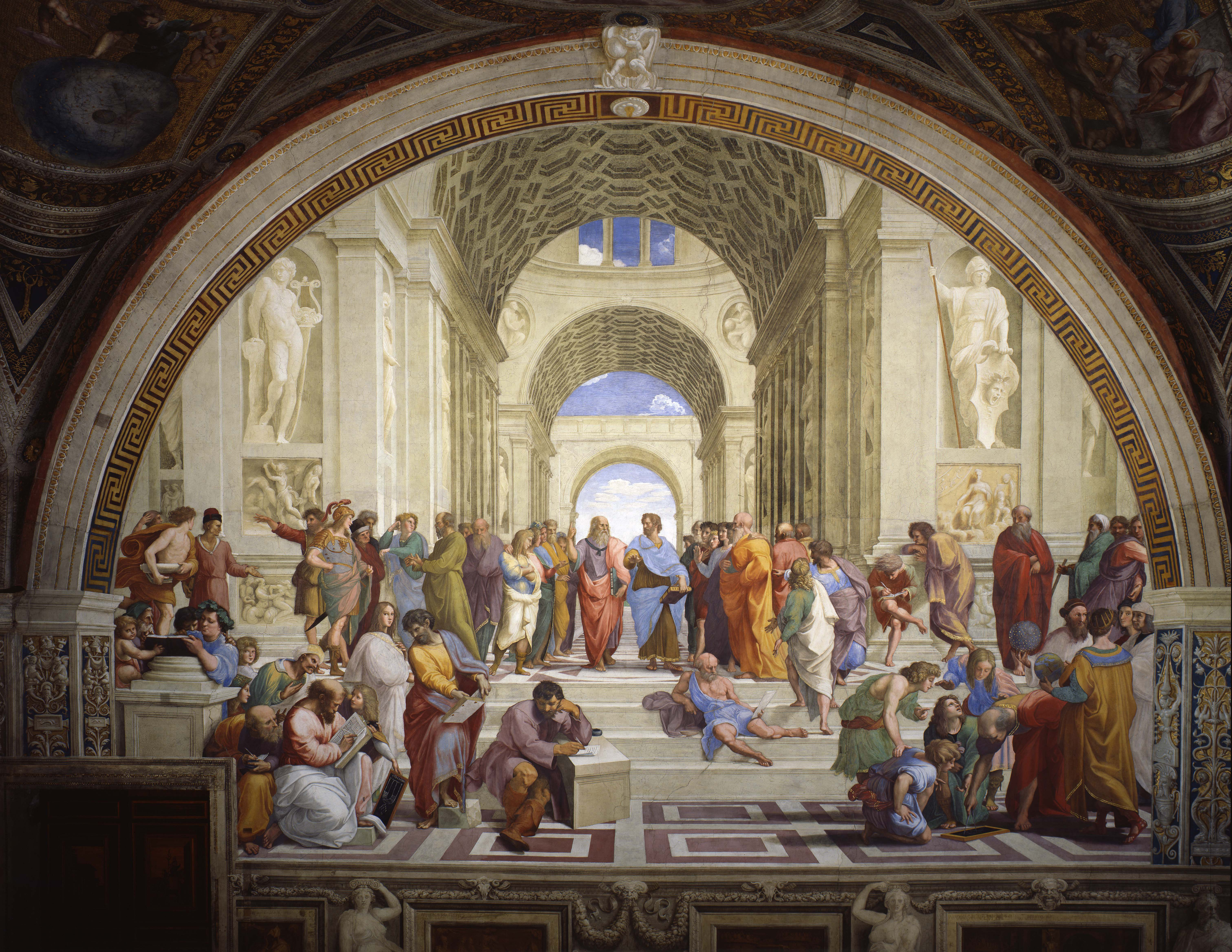
Skolan i Athen som Justinianus I stängde 529 efter Kristus, fresk av Raffael, 1509–10

Paideia (klassisk grekiska: παιδεία, "uppfostran“, "utbildning“) är en klassisk grekisk term som i huvudsak innefattade ungdomens fostran och bildning, syftande till att med undervisning i bland annat filosofi, aritmetik, retorik men också estetik och musik skapa goda samhällsmedborgare.
Ordet har överförts till encyklopedi, enkyklios paideia. ungefär "rundad kunskap".
Vid mitten av 1900-talet publicerade den tyske filologen Werner Jaeger en grundlig studie om begreppet paideia: Paideia. Die Formung des griechischen Menschen. I den första delen i kapitel I och II beskriver Jaeger konceptet som ett önskemål att bygga en idealtyp av människa, som utmärks av den dygd, som grekerna kallade ἀρετή (arete). Arete är hög förmåga i "skönhet" (kalós) och dygd. 